# 十界
十界（羅馬化：dasa-dhātavaḥ），又名十法界，佛教天台宗術語，將所有眾生分十種界，分別指：諸佛法界、菩提薩埵、辟支佛、阿羅漢、天道、人間、阿修羅、旁生、餓鬼和地獄法界。前四者稱為四聖，後面六者稱為六凡，合稱為四聖六凡或六凡四聖。

## 聖凡之別
佛教認為，十法界中聖人與凡夫的差別，在於能否解脫煩惱、繫縛及生死輪迴，最後證入涅槃。

## 四圣
四聖（“四-趨果向”），又名四聖境、四圣道、四圣趣（趣通趨），已經修行證得果位，不受後有，免於生死輪迴。四聖法界分別是：
- 佛法界、佛道：以诸佛三覺之法則，而在諸佛“方行具足”、“福慧雙足”之境界。
- 菩薩法界、菩薩道：以菩薩自覺覺他之法则，而在菩萨二行成就之境界。
- 辟支佛法界、緣覺道：其中包含獨覺辟支佛，以缘觉观因缘之法则，而在缘觉悟涅槃之境界。
- 阿羅漢法界、羅漢道：以阿羅漢修四諦之法則，而在阿羅漢證得涅槃之境界。

## 六凡
六凡（義爲“六-趨果向”），又名六凡境、六凡道、六道、六趣（趣通趨）。六凡仍在生死輪迴中流轉不息，分別是：
- 天道法界、天道：以天上善禅定之法则，而在天乐胜身胜之境界。
- 人間、人道：以人中善之法则，而在人苦乐夹杂之境界。
- 修羅法界、修羅道：以修罗下善好斗之法则，而在修罗战斗之境界。
- 畜生法界、畜生道：以畜牲下恶之法则，而在畜牲舌啖之境界。
- 餓鬼法界、餓鬼道：以饿鬼中恶之法则，而在饿鬼饥饿之境界。
- 地獄法界、地獄道：以地狱上恶之法则，而在地狱极苦之境界。

## 十界互具
“十界互具”是天台宗“一念三千”理論的基础。
智顗大師認為佛界至地獄界等十界“互相具備其他境界”，也就是說任何一界都各自包含著十界的存在，進而形成“百界”。這是因為眾生之一念心能造十界之因果、必與十界中之某一法界相應，如瞋念與地獄界相應、人倫道德與人界相應等，由此地獄眾生若佛性顯現即可解脫成佛，佛身亦可以九界之心化現濟眾聖業。
因“十界互具”概念出自造論，无经论明文，故常遭質疑。智顗表示這是“随义立名”，天台宗亦僅以此說為別教之方便說法，認為實際上佛界為平等之真理，其餘九界為需要斷破的妄法，稱為「緣理斷九」。